# Oneirodes thysanema
Oneirodes thysanema is een straalvinnige vissensoort uit de familie van armvinnigen (Oneirodidae). De wetenschappelijke naam van de soort is voor het eerst geldig gepubliceerd in 1980 door Pietsch & Seigel.